# Женская сборная Ботсваны по баскетболу 3×3
Женская сборная Ботсваны по баскетболу 3×3 представляет Ботсвану на международных соревнованиях по баскетболу 3×3. Управляющим органом является Ассоциация баскетбола Ботсваны (англ. Botswana Basketball Association, BBA).
По состоянию на 22 сентября 2024, женская сборная Ботсваны по баскетболу 3×3 занимает 81-е место в мировом рейтинге ФИБА женских сборных по баскетболу 3×3.

## Результаты выступлений
| Турнир           | Золото | Серебро | Бронза | Всего |
| ---------------- | ------ | ------- | ------ | ----- |
| Чемпионат Африки | —      | —       | —      | —     |
| Итого            | —      | —       | —      | —     |

### Чемпионат Африки
| Год          | Место          | Игры           | Победы         | Поражения      | Состав команды                                                    |
| ------------ | -------------- | -------------- | -------------- | -------------- | ----------------------------------------------------------------- |
| 2017—2018    | не участвовали | не участвовали | не участвовали | не участвовали | не участвовали                                                    |
| Кампала 2019 | 6              | 3              | 1              | 2              | Endie Kalebwe, Resego Moepeng, Motshidisi Ramoshebi, Monicah Tlou |
| 2022—н. в.   | не участвовали | не участвовали | не участвовали | не участвовали | не участвовали                                                    |